# Mizzi Günther
Mizzi Günther (Varnsdorf, 8 febbraio 1879 – Vienna, 18 marzo 1961) è stata un soprano austriaco.

## Biografia
Nata in Boemia, il 9 marzo 1901 e Baronin nella prima assoluta di Die drei Wünsche di Carl Michael Ziehrer con Louis Treumann al Carltheater di Vienna.
Ancora al Carltheater con Treumann nel 1902 è Suza/Lori Flori "D'Praterzeiserln" nella prima assoluta di Der Rastelbinder di Franz Lehár e nel 1904 Juno nella prima assoluta di Der Göttergatte di Lehar e canta nella prima assoluta di Der Schätzmeister di Ziehrer.
Al Theater an der Wien nel 1905 con Treumann è nel cast della prima assoluta di Vergeltsgott di Leo Ascher e diventa celebre grazie al ruolo di Hanna Glawart cantato nella prima assoluta di Die lustige witwe di Lehar che arriva a 400 recite.
Nel 1907 è Alice nella prima assoluta di Die Dollarprinzessin di Leo Fall con Treumann al Theater an der Wien dove nel 1908 canta nella prima assoluta di Der Mann mit den drei Frauen di Lehár.
Nel 1909 è Anna Mary nella prima assoluta di Das Fürstenkind di Lehar con Treumann nell'Johann Strauß-Theater di Vienna e nel 1911 la protagonista nella prima assoluta di Eva di Lehár con Treumann al Theater an der Wien dove nel 1912 è Anita Montorini nella prima assoluta di Der kleine König di Emmerich Kálmán con Treumann, nel 1913 canta nella prima di Die ideale Gattin di Lehar (rifacimento di Der Göttergatte) con Hubert Marischka e nel 1914 Mercedes nella prima assoluta di Endlich allein di Lehár.
Nel 1915 è la protagonista della prima assoluta di Zsuszi kisasszony di Kálmán a Budapest e Sylva Varescu nel successo della prima assoluta di Die Csárdásfürstin di Kálmán diretta da Artur Guttmann nell'Johann-Strauß-Theater.
Nel 1917 è Fürstin Alexandra Maria nella prima di Die Faschingsfee (rifacimento di Zsuszi kisasszony) a Vienna e Nägeli-Peter Braas nella prima assoluta di Die schöne Saskia di Oskar Nedbal con Treumann al Carltheater.
Nel 1931 è Elisabeth in Schön ist die Welt di Lehár al Theater an der Wien.
Per il Wiener Staatsoper debutta nel 1950 come Zenobia in Gasparone di Karl Millöcker diretta da Anton Paulik con Esther Réthy ed Hermann Uhde al Wiener Volksoper cantando in 32 recite fino al 1951.
Alla sua morte viene sepolta al Zentralfriedhof di Vienna.